# Stati generali del 1789
     Nobiltà: 270 seggi
     Clero: 291 seggi
     Terzo Stato: 578 seggi

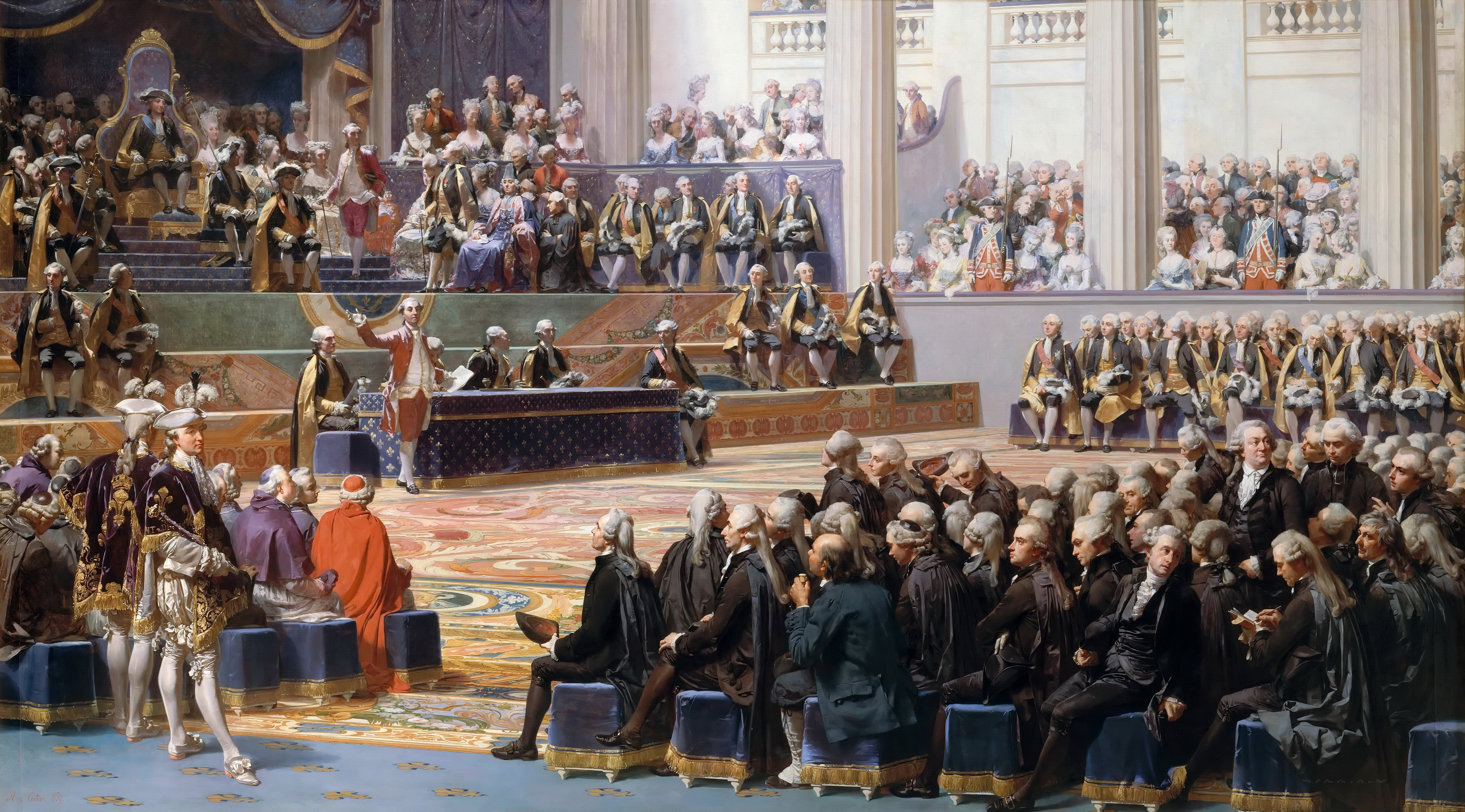
Auguste Couder: Versailles, 5 maggio 1789, apertura degli Stati Generali

Nobiltà: 270 seggi
Clero: 291 seggi
Terzo Stato: 578 seggi

Gli  Stati generali del 1789 furono convocati da Luigi XVI allo scopo di raggiungere un accordo tra le classi sociali idoneo a risolvere la grave crisi politica, economica, sociale e finanziaria che affliggeva da anni la Francia. Inaugurati il 5 maggio 1789, essi furono gli ultimi dell'Ancien Régime, crollato a seguito della Rivoluzione. Essi contavano 1139 membri, eletti a suffragio universale maschile censitario, di cui:
- 291 rappresentanti del Primo Stato (clero), di cui la maggior parte erano parroci (che aderivano ai programmi del Terzo Stato);
- 270 deputati per il Secondo Stato (nobiltà), i difensori dell’Ancien Régime[1].

## Le premesse: la rivolta aristocratica contro l'assolutismo
La crisi finanziaria dello Stato francese aveva origini lontane. Il debito pubblico, già rilevante negli ultimi anni del regno di Luigi XIV continuò a crescere sotto il regno di Luigi XV, a causa degli sprechi, dei privilegi e delle esenzioni di cui godeva la nobiltà. In compenso, l'economia francese aveva mantenuto una capacità di sviluppo in grado di compensare in parte gli effetti della cattiva amministrazione dello Stato, apportando vantaggi sia all'aristocrazia che alla borghesia imprenditoriale. Il rallentamento dello sviluppo economico, verificatosi a partire dal 1778 e la successiva recessione prolungatasi per tutto il regno di Luigi XVI, unitamente alle enormi spese militari sostenute in appoggio della Guerra d'indipendenza americana (2 miliardi di lire francesi) portò le classi popolari alla miseria e le finanze statali al tracollo.
Nel tentativo di ottenere maggiori entrate e di porre almeno un limite ai privilegi fiscali, il ministro delle finanze Charles Alexandre de Calonne aveva presentato il 20 agosto 1786 un Piano di miglioramento delle finanze che prevedeva, tra l'altro, l'imposizione di una tassa su tutte le proprietà fondiarie, anche nobiliari ed ecclesiastiche, prima escluse, la soppressione delle dogane interne e altre misure a favore della produzione industriale e del commercio. A questa riforma fiscale si associava una riforma amministrativa, l'istituzione di assemblee municipali, con funzione consultiva, elette dai sudditi che godessero di una rendita di almeno 600 lire.
L'assemblea dei notabili, composta di nobili e prelati, convocata ad approvare la riforma, respinse il progetto che ledeva gli interessi delle classi che essi rappresentavano e di cui facevano parte, così che Luigi XVI, l'8 aprile 1787, licenziò il ministro.
Anche il suo successore, l'arcivescovo di Tolosa Étienne-Charles de Loménie de Brienne, dopo essere ricorso a un prestito per evitare il crollo finanziario, ripropose sostanzialmente il progetto di Calonne, che fu ancora respinto dai notabili. Anche il Parlamento di Parigi respinse gli editti reali che prevedevano l'imposizione di alcune nuove imposte, e richiese la convocazione degli Stati generali. Richiesta reiterata il 3 maggio 1788, in una dichiarazione nella quale il Parlamento sosteneva che l'approvazione delle imposte era un diritto della nazione e condannava le lettres de cachet come lesive del diritto naturale alla libertà individuale.

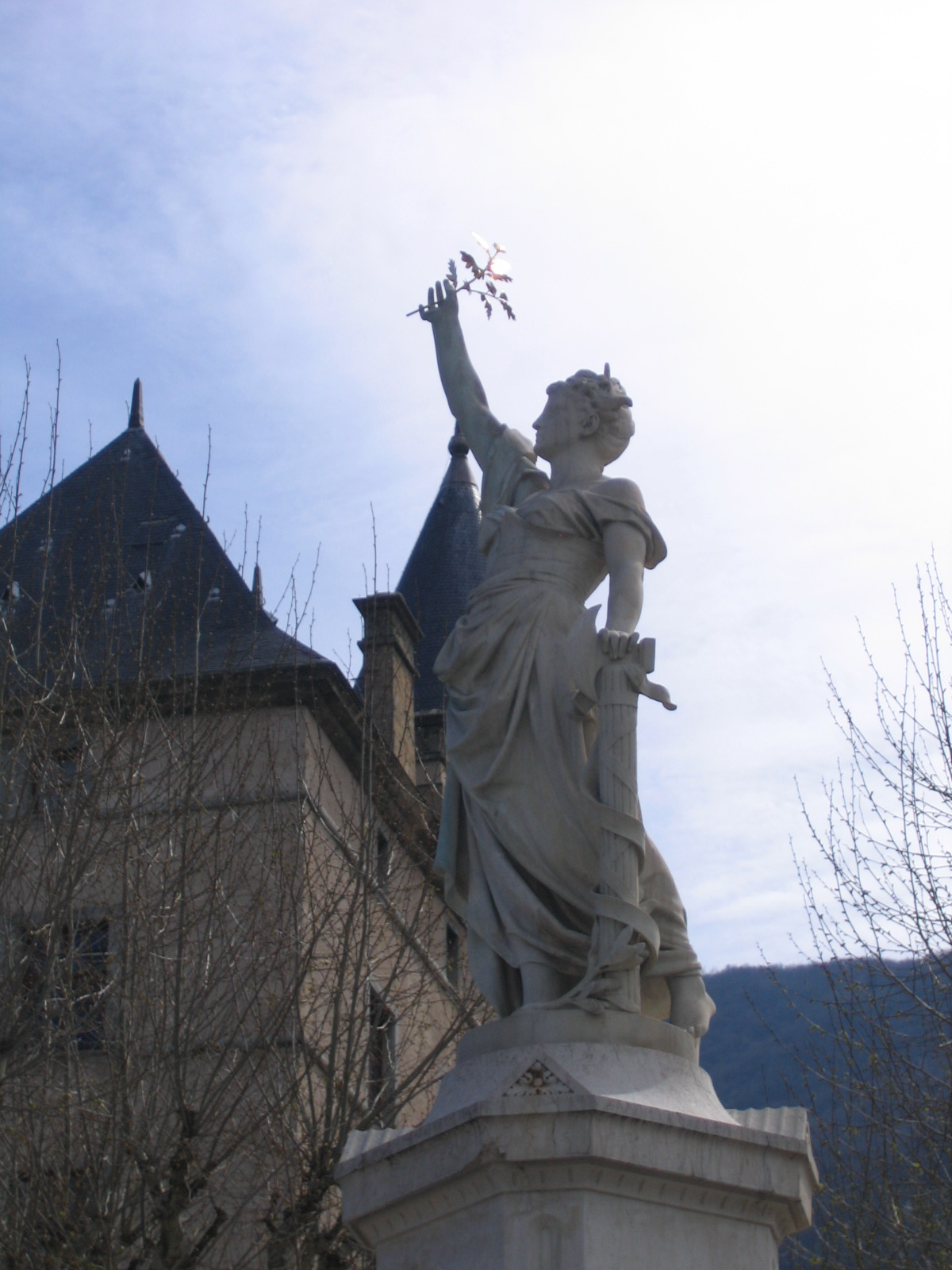
Vizille: statua della Marianne

I pronunciamenti liberali del Parlamento si accompagnavano al ribadimento dei privilegi nobiliari ma, nel loro insieme, costituivano un attacco al principio dell'assolutismo reale, così che la reazione monarchica non si fece attendere: arrestati due parlamentari, Duval d'Epremesnil e Goislard de Montsabert, l'8 maggio furono imposti d'autorità gli editti con i quali si riformava la giustizia, secondo il progetto del guardasigilli Lamoignon de Malesherbes: in particolare, il Parlamento perdeva il controllo degli editti reali, prerogativa assegnata a una Corte plenaria di duchi e di pari legati alla monarchia e vedeva soppresse o ridotte le sue prerogative in materia giudiziaria a favore dei tribunali di baliaggio.
La riforma provocò agitazioni in provincia: in giugno si ebbero disordini a Digione, a Tolosa, a Rennes, a Grenoble: in questa città, alle proteste dei nobili si associò il Terzo Stato, provocando per reazione l'esilio dei magistrati del Parlamento. Nobili, ecclesiastici e borghesi votarono una risoluzione che richiedeva la reintegrazione dei magistrati e la convocazione degli Stati generali. A Vizille, il 21 luglio, si riunì un'Assemblea composta da 50 ecclesiastici, 165 nobili e 276 esponenti del Terzo Stato, che richiese la convocazione degli Stati generali «per lottare contro il dispotismo dei ministri e porre termine alle depredazioni finanziarie»: in particolare, si chiedeva che fossero gli Stati generali a votare le imposte e fossero gli Stati provinciali, costituiti elettivamente, a gestire l'amministrazione locale.
La convergenza di aristocrazia e borghesia verificatasi a Vizille non fu imitata nel resto della Francia, perché gli interessi delle due classi, unite nella lotta contro l'assolutismo monarchico, rimanevano per il resto del tutto divergenti. Lo scopo della nobiltà francese era indirizzato a conservare i propri privilegi e, rovesciando l'assolutismo, a sostituirvi il proprio potere, senza condivisioni. Il minaccioso messaggio che proveniva dalla provincia fu infatti compreso dal governo, che preferì evitare uno scontro aperto con l'aristocrazia: l'8 agosto il re indisse gli Stati generali per il maggio successivo, il ministro Brienne si dimise il 24 agosto e il nuovo ministro Necker cancellò la riforma giudiziaria. Il Parlamento di Parigi, restituito alla pienezza dei suoi poteri, deliberò il 21 settembre che gli Stati generali, com'era avvenuto nel lontano 1614, fossero convocati secondo i tre ordini separati del Clero, della Nobiltà e del Terzo Stato, avendo ciascuno di essi un solo voto a disposizione.

## Le elezioni

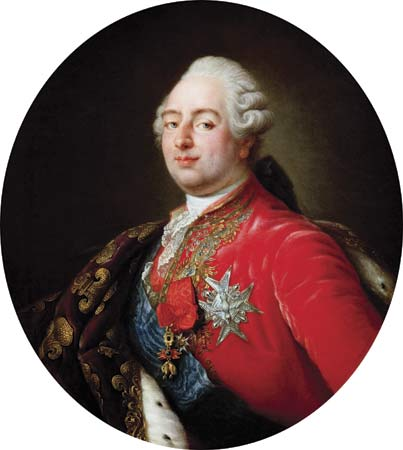
Luigi XVI nel 1786

La risoluzione del parlamento parigino pose fine alla provvisoria e precaria alleanza tra nobiltà e borghesia: quest'ultima si costituì nei fatti come «partito patriota», intenzionato a candidarsi come rappresentante degli interessi di tutta la nazione al di là dei particolarismi di classe, rivendicando l'eguaglianza dei sudditi di fronte alla legge e ricevendo l'adesione di taluni esponenti dell'alta aristocrazia, come il marchese de La Fayette e il duca de La Rochefoucauld-Liancourt, e della nobiltà di toga, come i parlamentari Lepeletier de Saint-Fargeau e Hérault de Séchelles.
In vista delle elezioni, il partito patriota invocò il «raddoppio del Terzo», ossia il diritto del Terzo Stato – che formalmente rappresentava il 98% dei francesi (contro il 2% di nobiltà e clero) – ad avere tanti rappresentanti quanti quelli del Clero e della Nobiltà insieme: il 5 dicembre anche il Parlamento di Parigi si dichiarò favorevole al raddoppio, senza tuttavia pronunciarsi ulteriormente sulla questione fondamentale del sistema di votazione – voto per ordine o per testa – da adottare nelle sedute degli Stati generali. Forte della decisione del Parlamento, il ministro Necker appoggiò, nella riunione del Consiglio reale del 27 dicembre, la richiesta del raddoppio del Terzo Stato, dichiarandosi anche favorevole a lasciare libertà di candidarsi a rappresentante di qualunque ordine, indipendentemente dal proprio ordine di appartenenza.
Il Consiglio del re approvò sia il raddoppio del Terzo che la libertà di scelta dell'ordine, senza esprimersi sul sistema di votazione e il 24 gennaio 1789 furono rese pubbliche la lettera di convocazione degli Stati generali e il regolamento elettorale, nel quale ancora una volta non veniva affrontato il problema del sistema di voto.

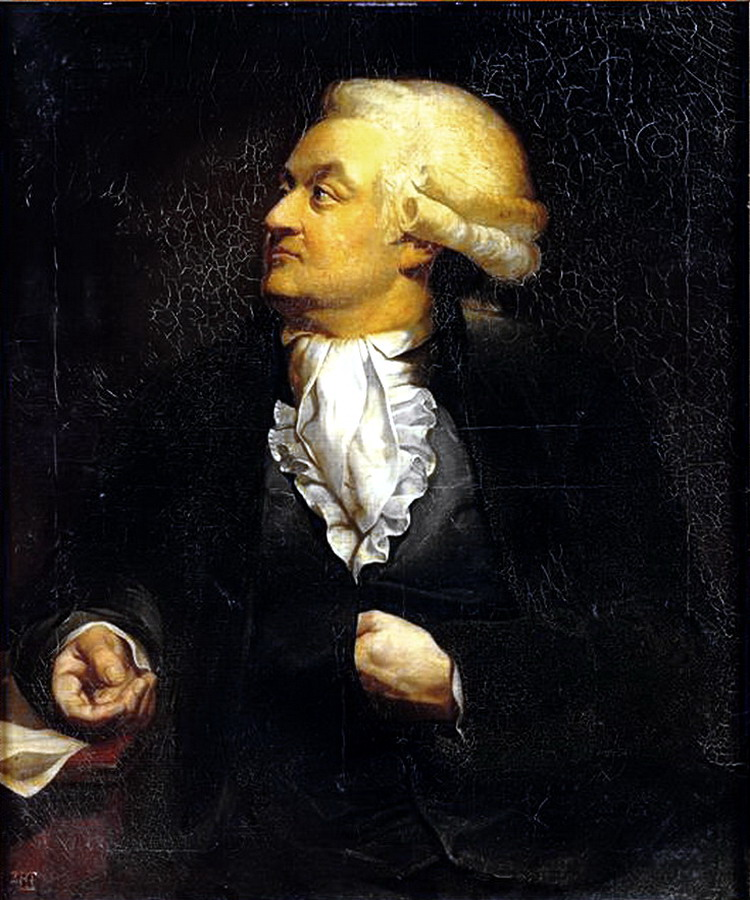
Il conte di Mirabeau.

In entrambe le lettere il re invitava i sudditi a «consigliarci e assisterci in tutte le cose che saranno messe sotto i nostri occhi», e a «farci conoscere i desideri e le lamentele del nostro popolo», in maniera di conseguire «il più prontamente possibile un rimedio efficace ai mali dello Stato». Accogliendo l'invito, in breve tempo furono pubblicati un profluvio di Appels, Avis, Lettres, Essais, Conseils, Réflexions, Cahiers e Projets: tra i più noti, il Qu'est-ce que le Tiers État dell'abate Sieyès, già noto in Francia per un Essai sur les privilèges, l'Appel à la nation artésienne dell'avvocato di Arras Maximilien de Robespierre, l'Appel à la nation provençale del nobile Mirabeau, La France libre del giornalista Camille Desmoulins, l'Offrande à la patrie del medico Jean-Paul Marat e anche i Cahiers du Quatrième ordre di Louis Pierre Dufourny, tra le poche riflessioni sulle condizioni delle classi popolari che solo formalmente potevano essere rappresentate dal Terzo Stato.

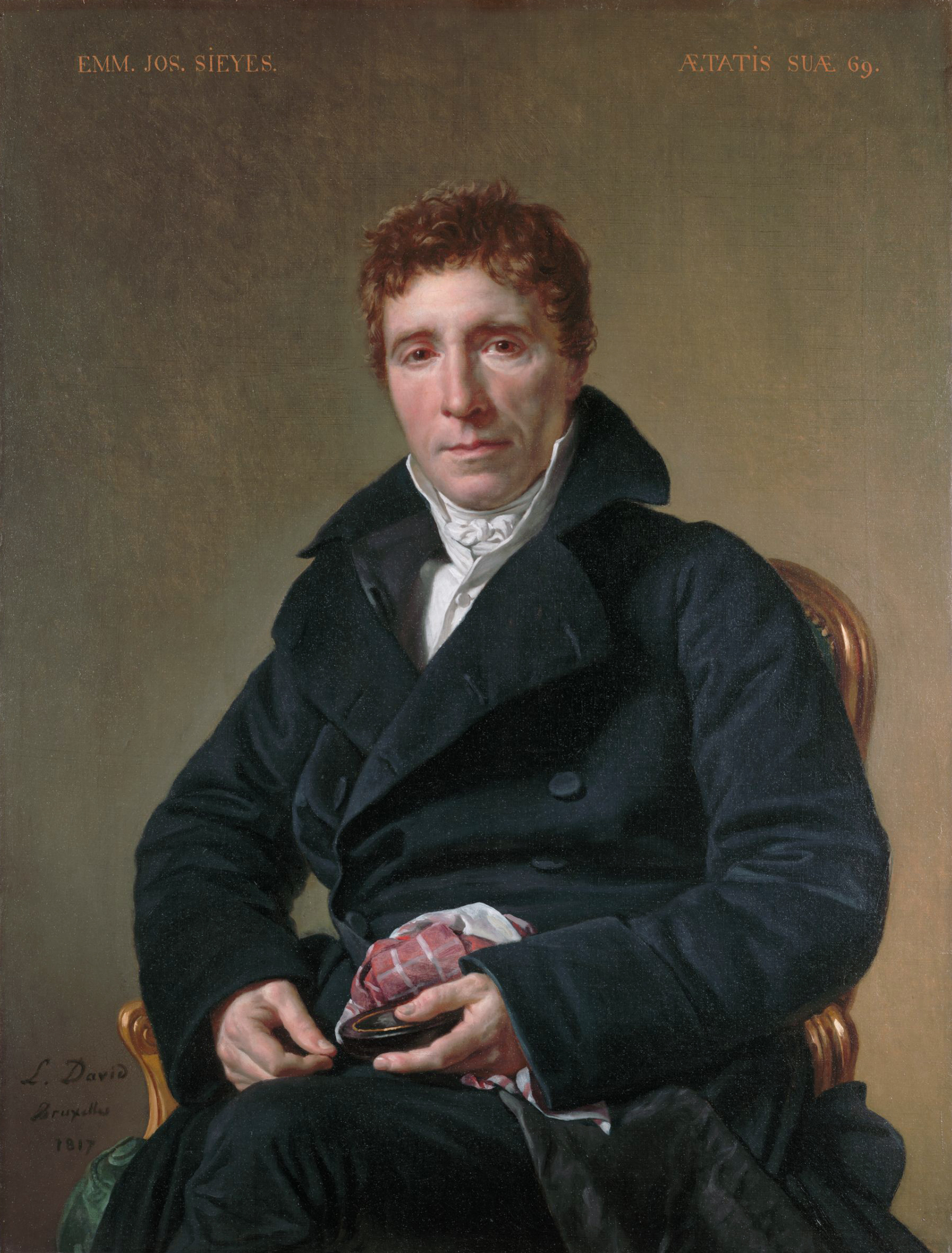
L'abate Sieyès

Infatti, il regolamento elettorale previsto per il Terzo Stato riservava il diritto di voto ai francesi di età non inferiore ai 25 anni, appartenenti a quell'ordine e iscritti nel ruolo delle imposte. Nelle città gli elettori si sarebbero riuniti nelle corporazioni di appartenenza o, se non iscritti, nei quartieri di domicilio, scegliendo due delegati ogni cento votanti. L'assemblea dei delegati avrebbe a sua volta scelto i delegati dell'assemblea di baliaggio del proprio ordine che, infine, eleggeva i deputati agli Stati generali. Nelle province, gli abitanti del Terzo Stato si sarebbero riuniti in assemblea di parrocchia scegliendo due delegati ogni duecento «focolari» per l'assemblea di baliaggio che avrebbe proceduto all'elezione dei propri deputati. Non fu eletto alcun deputato che appartenesse ai ceti popolari urbani o alla classe dei laboureurs, i contadini: nelle assemblee, era determinante l'eloquenza e il possesso di una buona istruzione, in particolare il sicuro maneggio della materia economica e giuridica, così che risultarono eletti 578 deputati, avvocati, medici, commercianti, finanzieri, industriali e borghesi proprietari terrieri, oltre a due personalità provenienti dagli altri due ordini, Mirabeau e l'abate Sieyès.
Per gli altri due ordini, era sufficiente eleggere in prima istanza i deputati nelle assemblee di baliaggio: erano elettori del primo ordine, il clero, tutti gli ecclesiastici, dai parroci ai vescovi, mentre del secondo ordine erano elettori tutti i nobili in possesso di un feudo.
Il clero elesse 291 deputati, tra i quali 220 curati, quasi tutti non nobili, spesso critici nei confronti dei privilegi dei vescovi e degli Ordini religiosi, e pertanto vicini alle posizioni del Terzo Stato. La loro congrua era infatti molto modesta - 750 lire francesi annue, che si riduceva a 350 per i vicari - e strideva con le altissime rendite dei 139 vescovi, tutti nobili e quasi tutti residenti a corte anziché nelle loro diocesi: il vescovo di Strasburgo, per esempio, godeva di una rendita di 400.000 lire francesi. Vi erano tuttavia anche vescovi liberali, quali Talleyrand-Périgord, vescovo di Autun, o l'arcivescovo di Bordeaux, Champion de Cicé.
La nobiltà elesse 270 deputati, in grande maggioranza decisi a conservare le prerogative della loro classe, anche se non mancavano, tra di essi, specialmente tra la più alta aristocrazia, dei rappresentanti conquistati dalle idee dei «Lumi» e pertanto moderatamente liberali, come il marchese La Fayette, il duca de La Rochefaucauld, il visconte di Noailles o il conte di Clermont-Tonnerre.

## I «cahiers de doléances»

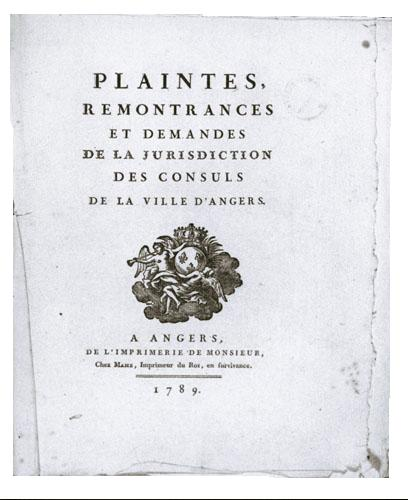
Cahier de doléances di Angers

In ogni assemblea di baliaggio era stato redatto un cahier de doléances, un registro nei quali erano riportate le lamentele circa abusi e inefficienze, di ordine sia locale che generale, riscontrate dalla comunità, insieme con le rivendicazioni e le proposte ritenute necessarie. Soltanto le redazioni dei cahiers del Terzo Stato erano state precedute dalla presentazione di cahiers elaborati dalle assemblee di parrocchia, di corporazione e di quartiere, dei quali però non si era sempre tenuto conto nell'elaborazione di quelli definitivi di baliaggio.
Nel loro complesso, le rivendicazioni del Terzo Stato consistevano nell'abolizione della decima e dei diritti feudali, con o senza diritto di riscatto. Si reclamava una Costituzione liberale, che stabilisse l'eguaglianza di tutti i sudditi, garantisse la libertà individuale e di stampa, che prevedesse la limitazione dei poteri reali, l'elezione di un Parlamento nazionale con potere legislativo e che pertanto determinasse anche la misura dell'imposizione fiscale e infine che stabilisse la formazione di organi elettivi a cui affidare le amministrazioni locali.
Anche i cahiers del Clero e della Nobiltà si mostravano favorevoli all'abolizione dell'assolutismo e a molte richieste del Terzo Stato. Il Clero intendeva però mantenere i propri privilegi e negare la concessione della libertà di coscienza, così come la Nobiltà non intendeva cedere sulle proprie prerogative, pur accettando il principio dell'eguaglianza fiscale.
Restava da dirimere il problema del sistema di voto: votare per ordine avrebbe significato mantenere in vita i privilegi del clero e della nobiltà, incompatibili con un autentico rinnovamento della istituzioni. Tuttavia i deputati del Terzo Stato potevano presentarsi uniti all'inaugurazione degli Stati generali: non così i rappresentanti degli altri due ordini. D'altra parte, l'unanimità manifestata da tutti gli ordini nella richiesta di mettere fine all'assolutismo avrebbe posto la monarchia in grave imbarazzo.

## I lavori degli Stati Generali
Il 5 maggio 1789 i deputati degli Stati generali furono presentati al re: secondo un'antica usanza, Luigi XVI ricevette nella sua stanza di lavoro con entrambi i battenti aperti i rappresentanti del clero poi, con un solo battente aperto, i deputati della nobiltà. Il re si trasferì infine nella sua camera da letto, per assistere alla sfilata dei deputati del Terzo Stato: questa curiosa etichetta ricordava ai rappresentanti della nazione che le divisioni sociali - espressione della medievale distinzione di clero, guerrieri e lavoratori - avevano un carattere trascendente e poi erano istituzione di Stato, e pertanto non potevano essere nemmeno messe in discussione. Il 4 maggio si tenne una processione per le strade di Versailles e fu celebrata una messa nella chiesa di San Luigi, nel corso della quale il vescovo di Nancy de La Fare pronunciò il sermone.

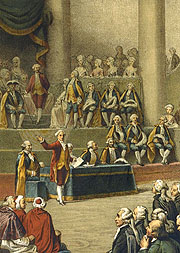
Particolare dell'inaugurazione

La seduta inaugurale ebbe luogo il 5 maggio, in una sala dell'Hôtel des Menus-Plaisirs, a Versailles, ribattezzata per la circostanza Sala dei tre Ordini. Alla presenza di Luigi XVI e di Maria Antonietta, i deputati presero posto: il clero sedette alla destra del trono, la nobiltà alla sinistra e i deputati del Terzo Stato, entrati nel palazzo da una porta laterale e dopo aver atteso in un corridoio, entrarono a uno a uno nella sala, prendendo posto di fronte ai reali. Quando il re si mise il cappello, clero e nobili fecero altrettanto, secondo regola: anche i deputati del Terzo si coprirono il capo, violando così l'antica consuetudine che li voleva a capo scoperto.
La seduta si aprì con il discorso di re Luigi il quale, dopo aver lamentato l'eccessiva inquietudine che percorreva il Paese, auspicò il riordino delle finanze, invitando i deputati a fare proposte che egli avrebbe attentamente esaminato; seguì il discorso del guardasigilli Barentin il quale, fatto l'elogio del re, fece comprendere ai deputati di essere contrario a ogni novità.
Il ministro delle finanze Necker pronunciò infine un discorso di tre ore, nel quale trattò della grave situazione finanziaria del Paese, mostrandosi tuttavia fiducioso sulla possibilità di porvi rimedio: sostenne infatti che il disavanzo del bilancio statale ammontava a 56 milioni di lire francesi, anziché ai reali 105 milioni. Dal re e dal governo non fu trattato alcun problema politico, non si accennò alla necessità di introdurre riforme, si evitò ancora il problema del voto, se per testa, come voleva il Terzo Stato, o per ordine, come era nella tradizione.
Il 6 maggio fu posta la questione del voto: i deputati del Terzo Stato furono unanimi nella scelta del voto per testa e si proclamarono «deputati dei Comuni», intendendo con ciò rifiutare il titolo di rappresentanti di un ordine per assumere quello di deputati della nazione. Si trattava già di un atto rivoluzionario: ad esso, la nobiltà, con 141 deputati contro 47, rispose dichiarandosi favorevole al voto per ordine, imitata dal clero, ma con una maggioranza risicata di 133 rappresentanti contro 114 voti contrari espressi soprattutto dal basso clero, guidato dall'abate Grégoire.

### La costituzione dell'Assemblea nazionale

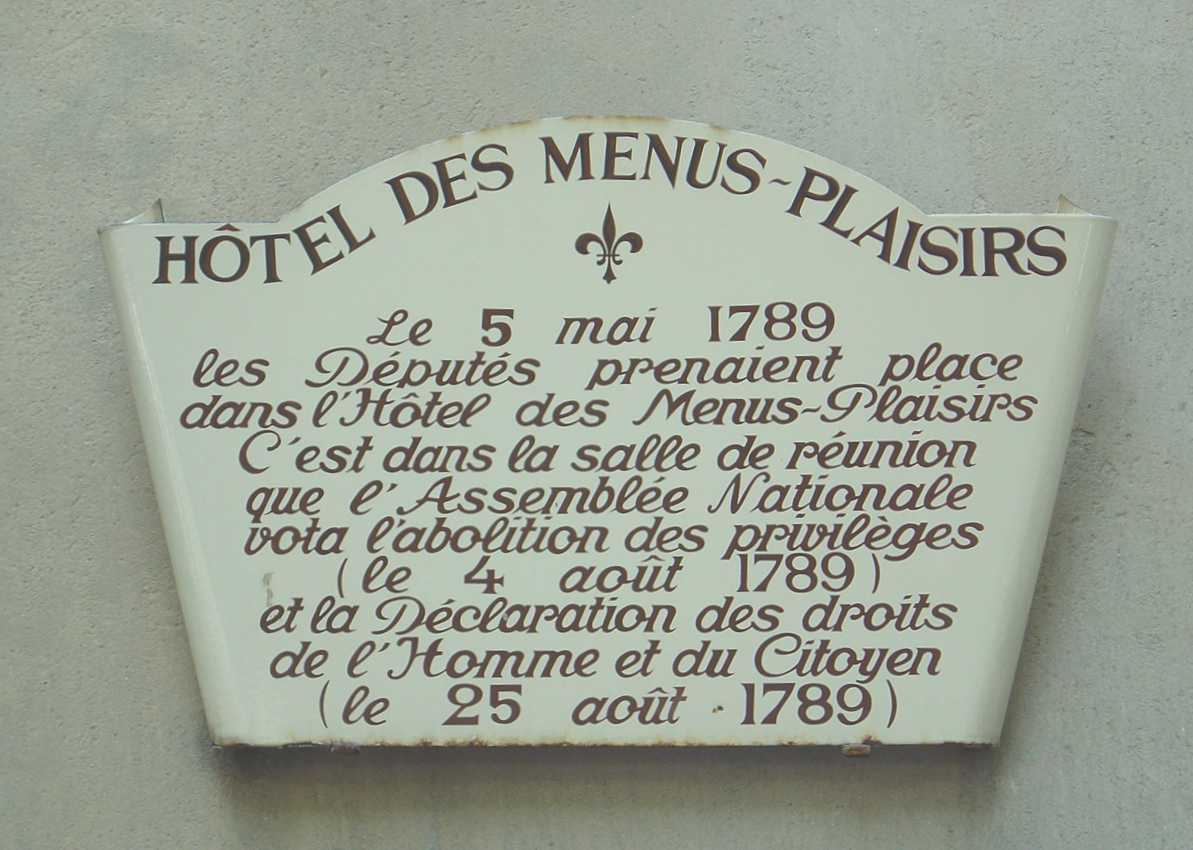
Targa all'Hôtel des Menus-Plaisirs

Dopo una impasse di un mese, il 10 giugno, giorno fissato per l'appello di tutti i deputati, i rappresentanti dei Comuni invitarono i delegati degli altri due ordini a procedere alla verifica in un'assemblea comune. L'invito, respinto dalla nobiltà, fu raccolto soltanto nei giorni successivi da un numero crescente di deputati del basso clero finché, il 15 giugno, su iniziativa dell'abate Sièyes, i deputati dell'ex-Terzo Stato decisero di dare inizio ai lavori: occorreva però dare un nuovo nome a quell'Assemblea, non essendo più proponibile la denominazione di «Stati generali». Il 17 giugno, in una turbolenta riunione del Terzo Stato fu scelta e approvata, su mozione di Sieyès, la proposta del deputato Legrand di definirsi «Assemblea nazionale».

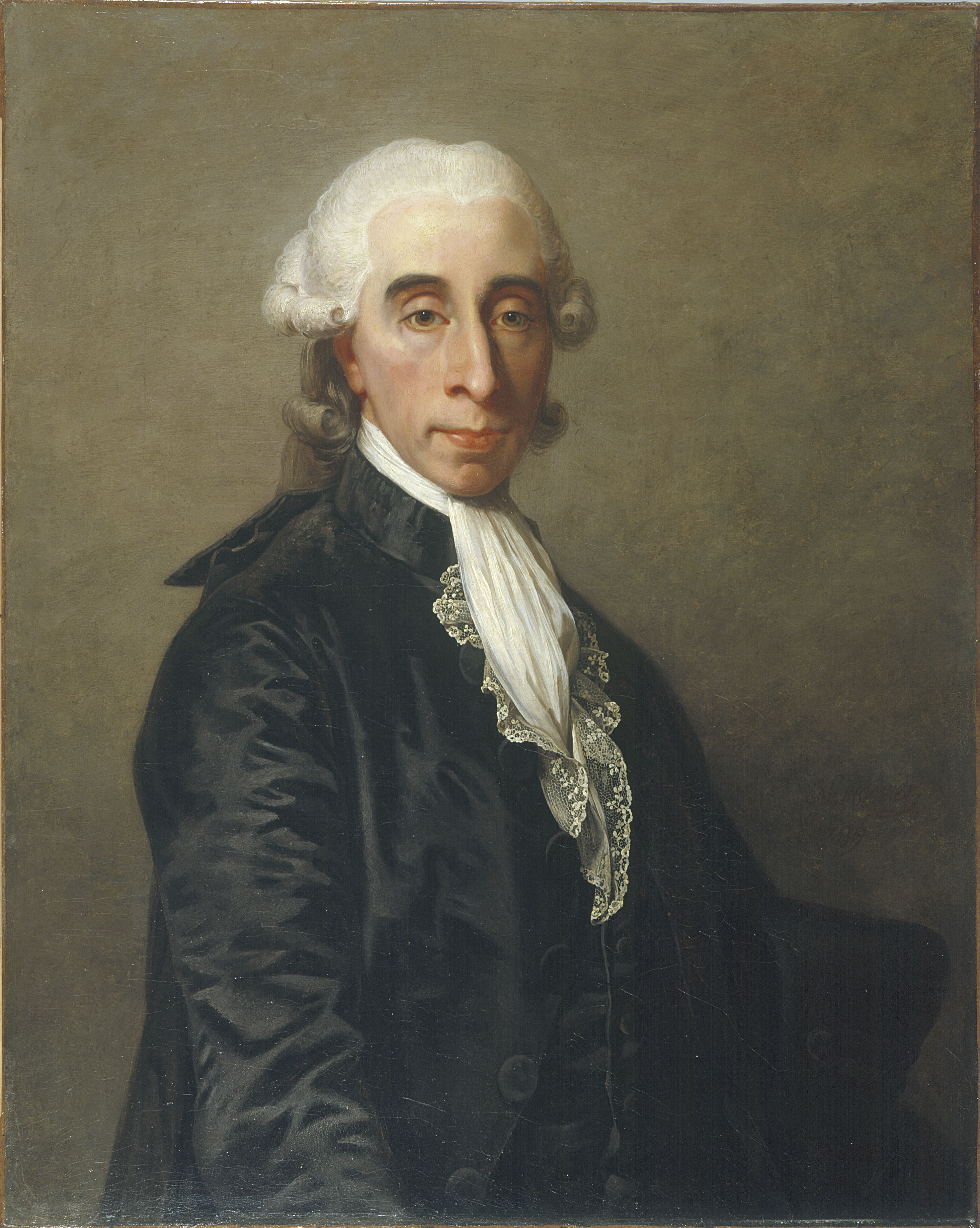
Jean Sylvain Bailly, primo presidente dell'Assemblea nazionale.

Fu il «sereno e dignitoso» Jean Sylvain Bailly, astronomo e accademico, decano del Terzo Stato, a pilotare i deputati durante la turbolenta sessione nella quale decisero di costituirsi in Assemblea nazionale. La crisi fu raggiunta nella notte del 16 giugno. Adolphe Thiers nel suo libro Histoire de la révolution française descrive il presidente Bailly come in piedi in disparte su di un podio, con le braccia conserte, mentre davanti a lui si scatena la bolgia. Quella notte Bailly aspettò più di un'ora nella speranza che il tutto si risolvesse in un clima più tranquillo, e ammise nelle sue Mémoires che alcuni degli spiriti più impetuosi nella stanza chiesero a gran voce addirittura la sua rimozione. Il clima comunque si ristabilì, e l'Assemblea decise di rinviare la decisione al giorno successivo. Bailly nelle sue Mémoires racconta un resoconto della sessione del 17 giugno con un'ostentazione melodrammatica: «Questo giorno sarà per sempre indimenticabile. Questo fu il giorno in cui si costituì l'Assemblea, quando l'Assemblea annunciò i diritti della nazione...» Dopo che il decreto di costituzione, su mozione di Sieyès, fu approvato, la neo-battezzata Assemblea nazionale elesse Bailly come suo primo presidente. I deputati, poi, attesero la reazione della monarchia al fatto compiuto. Inoltre, fu subito approvato un decreto che stabiliva la legittimità della riscossione delle imposte approvate dalla nazione.
Tutti gli atti dell'Assemblea avevano una natura rivoluzionaria: sia il rifiuto degli «ordini», già anticipato nella deliberazione del 6 maggio precedente, che il decreto sulle imposte suonavano come una minaccia. Non esistevano più le vecchie divisioni feudali e solo la Nazione, non il re o il governo, diretta emanazione reale, poteva emanare decreti e il decreto sulla fiscalità, in particolare, ricordava implicitamente che, senza l'approvazione dell'Assemblea nazionale, il popolo poteva rifiutarsi di pagare le tasse.
Il 19 giugno il clero, con 149 voti contro 137, decise di unirsi all'Assemblea, mentre la nobiltà resistette, indirizzando al re una protesta nella quale ricordava che con la soppressione degli ordini non erano soltanto in gioco i diritti e il destino della nobiltà, ma quelli della stessa monarchia. Avveniva così che la nobiltà, che pure era stata la prima a volere la convocazione degli Stati generali sperando di dare con essi un colpo all'assolutismo monarchico, di fronte all'accelerazione degli eventi, ritornava a sottomettersi all'iniziativa reale, quale garante non solo dei suoi privilegi, ma della sua stessa sopravvivenza.
Luigi XVI accolse immediatamente l'invito alla resistenza proveniente dalla nobiltà: lo stesso giornò annunciò di non riconoscere i decreti di quell'Assemblea, promise di intervenire alla seduta del prossimo 23 giugno e fece intanto chiudere la sala delle riunioni.

David: Il giuramento del Terzo Stato alla Pallacorda

Il conflitto tra il re e la neonata Assemblea fu inaugurato dal Giuramento della Pallacorda il 20 giugno; per quella data infatti il re aveva ordinato la chiusura della sala dove si riuniva abitualmente l'Assemblea (una sala dell'Hôtel des Menus-Plaisirs a Versailles) col pretesto di eseguirvi dei lavori di manutenzione, cercando in tal modo di impedire qualunque tipo di riunione. I deputati del Terzo Stato divennero furenti, gridarono al dispotismo e si sparsero per le vie di Versailles cercando di spargere i propri timori a tutti gli abitanti. Su proposta del deputato Joseph-Ignace Guillotin tutti si spostarono in una vicina sala adibita al gioco della pallacorda; lo stesso Bailly si premunì di avvisare i colleghi di spostarsi:
(L'invito di Bailly ai colleghi dinanzi ai cancelli Versailles chiusi per ordine di Luigi XVI.)
Nella palestra della pallacorda tutti i deputati giurarono solennemente «di non separarsi mai e di riunirsi ovunque le circostanze l'avrebbero richiesto, fino a che non fosse stata stabilita e affermata su solide fondamenta una Costituzione per il regno francese». Una volta entrati dentro, fu offerta una sedia a Bailly il quale, invece di accettarla, si pose sopra ad un tavolo, rifiutando di sedersi mentre l'Assemblea si stava riunendo. Fu proprio Bailly, da presidente dell'Assemblea, a proporre il famoso giuramento - scritto da Jean-Baptiste-Pierre Bevière - e fu anche lui il primo a pronunciarlo e a sottoscriverlo: tutti lo imitarono, firmando il documento, eccezion fatta per Joseph Martin-Dauch, deputato di Castelnaudary, che si oppose apponendo la scritta "avversario" accanto alla sua firma. Bailly tentò di ottenere da Martin-Dauch una ritrattazione, ma senza successo.
Fu una settimana piena di eventi drammatici che vide, anche, l'ascesa definitiva dei primi eroi della Rivoluzione. Considerandosi loro stessi dei rappresentanti di una rinascente Nazione francese, i leader dell'Assemblea nazionale — Mirabeau, Siéyès, Target e Bailly — accettarono la sfida contro l'ancien régime.
L'indomani, il 21 giugno, quando i deputati del Terzo Stato trovarono ancora una volta chiusa la sala riunioni degli Stati generali, decisero di recarsi nella chiesa di Saint-Paul-Saint-Louis. Ben 149 deputati del clero, sensibili ai problemi dei contadini, si unirono a loro nell'esaltazione generale: avevano così assestato un nuovo colpo all'assolutismo.

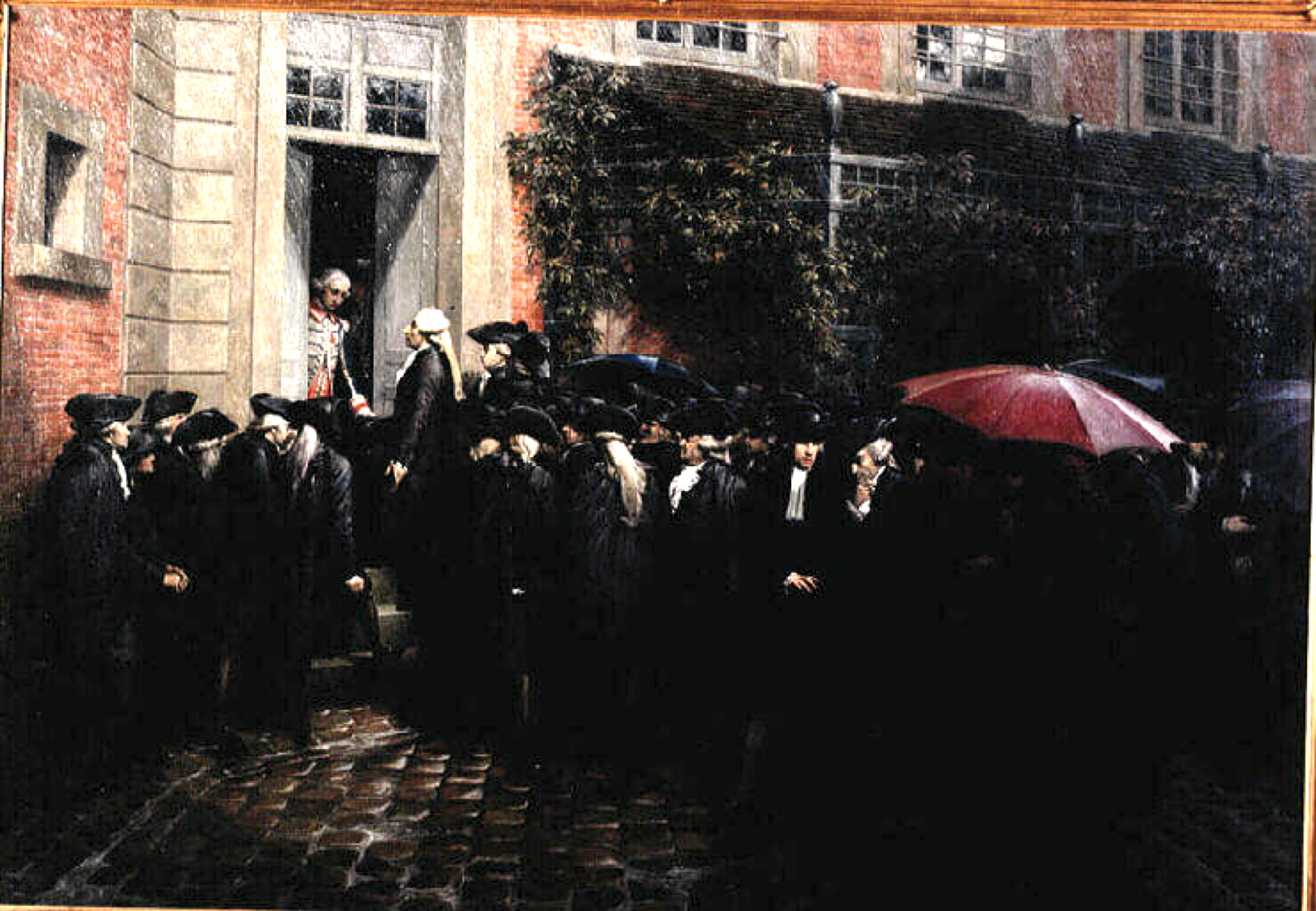
Nel quadro di Lucien Melingue (1874) i deputati del Terzo Stato vengono fatti attendere, il 23 giugno 1789, dal maestro delle cerimonie Dreux-Brézé, che discute con il deputato Jean Sylvain Bailly. Al centro, di profilo, Mirabeau e Robespierre.

Nella seduta del 23 giugno tenuta nuovamente nella sala des Menus-Plaisirs il re dichiarò illegittime le sedute comuni, non riconobbe i decreti votati, si dichiarò tuttavia favorevole a garantire le libertà individuali e di stampa e all'eguaglianza fiscale, pur sostenendo di voler mantenere le decime e le rendite feudali e, per ultimo, impose che ciascun ordine si riunisse in sale separate, seguendo la tradizione degli Stati generali. All'ordine, ufficialmente comunicato dal maestro delle cerimonie al deputato decano Bailly, obbedirono la nobiltà e una parte del clero: il resto dell'Assemblea decise di continuare i lavori, dichiarando validi i decreti approvati e inviolabili le persone dei deputati. E quando il Gran Cerimoniere del re, Henri-Évrard de Dreux-Brézé, ribadì l'ordine, Bailly, in aperto dissenso all'imposizione reale di cessare la seduta, si alzò dal suo seggio e gli rispose: «Non posso separare l'Assemblea finché essa non ha deliberato». «È questa la sua risposta, vuole che la comunichi al re?» chiese il Gran Cerimoniere a Bailly, il quale replicò con un secco: «Sì, signore» e, indirizzandosi immediatamente ai deputati che lo circondavano, continuò: «Mi pare che l'Assemblea nazionale non possa ricevere ordini». Famosa fu anche la dichiarazione battagliera di Mirabeau a de Dreux-Brézé: «Andate a dire a quelli che vi mandano che noi siamo qui per la volontà del popolo e che ci strapperà da qui solo la potenza delle baionette».
Dreux-Brézé annunciò ciò che era successo a Luigi XVI che, si dice, gli avrebbe risposto risentito: «Ah... me ne fotto! Che restino!». L'assemblea, presieduta da Bailly, poté quindi procedere a lavorare indisturbata e ratificò nella stessa seduta tre decreti fondamentali:
- la conferma ufficiale della sua costituzione in Assemblea nazionale;
- la proclamazione dell'inviolabilità dei suoi membri;
- la decisione di interrompere il pagamento delle tasse se l'Assemblea fosse stata sciolta.

Nei tre giorni successivi l'Assemblea, forte dei deputati del Terzo Stato e della maggioranza dei rappresentanti del clero, vide ancora aumentare i propri ranghi: il 25 giugno si unirono 47 nobili, tra i quali il duca d'Orléans. Luigi XVI ammise implicitamente il fallimento della sua iniziativa e il 27 giugno invitò ufficialmente nobili e clero a unirsi nell'Assemblea nazionale.
Con l'unificazione dei tre ordini, gli Stati generali cessarono per sempre di esistere, e l'Assemblea poteva cominciare l'opera di smantellamento del vecchio regime: il 7 luglio fu eletto un comitato per l'elaborazione della Costituzione e il 9 l'Assemblea nazionale si proclamò «Assemblea nazionale costituente». L'Ancien Règime era stato giuridicamente distrutto senza colpo ferire ma il re e l'aristocrazia non avevano nessuna intenzione di accettare il fatto compiuto. La Rivoluzione appena intrapresa doveva ancora drammaticamente continuare.